# Central Intelligence Organisation
Die Central Intelligence Organisation (CIO; deutsch etwa: „Zentrale Nachrichtenorganisation“) ist der nationale Geheimdienst Simbabwes.
Er wurde 1963 auf Anweisung Winston Fields, des Premierministers der britischen Kolonie Südrhodesien, nach der Auflösung der Föderation von Rhodesien und Njassaland gegründet. Er trat die Nachfolge des Federal Intelligence and Security Bureau an, das die Polizeiarbeit der British South Africa Police mit der Nordrhodesiens und des Njassalands koordinierte.
Die CIO bildete zu Gründungszeit den zivilen Nachrichtendienst und das Gegenstück zum militärischen Rhodesian Intelligence Corps.
Der erste Director-general des Nachrichtendienstes Central Intelligence Organisation (CIO) war der britischstämmige Ken Flower, der von 1963 bis 1981 die Organisation leitete. Südafrikas Nachrichtendienstler unterhielten zu ihm gute Arbeitsbeziehungen. Derrick Robinson leitete zu dieser Zeit den Bereich des Inlandsgeheimdienstes. Beide wurden in der damaligen Politik aufgrund ihrer Vergangenheit im Regierungssystem von Premierminister Ian Smith als unsichere Doppelagenten betrachtet.
Die CIO war besonders aktiv während der Zeit der einseitigen Unabhängigkeit Südrhodesiens zwischen 1965 und 1979. Sie war in Spionageaffären und die Infiltration von Guerilla-Bewegungen involviert. Sie wurde beschuldigt, für das Attentat auf Herbert Chitepo in Lusaka 1975 verantwortlich zu sein.
Die CIO wurde seit 1980 einer „Afrikanisierung“ unterzogen. Der Personalbestand setzte sich nun zunehmend aus ehemaligen rhodesischen Geheimdienstmitarbeitern, ehemaligen ZANLA-Mitarbeitern (Zimbabwe African National Liberation Army) und einer kleinen Gruppe von ehemaligen ZIPRA-Akteuren (Zimbabwe People’s Revolutionary Army) zusammen. Südafrika versuchte zu dieser Zeit, CIO-Mitarbeiter anzuwerben, um Informationen zu sammeln und subversive Aktivitäten vorzubereiten. In zwei Fällen gelang diese Personalakquisition. Internationale Aufmerksamkeit erlangte ein weiterer Vorfall. Drei SADF-Soldaten wurden auf dem Gemeindegebiet von Sengwe durch simbabwische Sicherheitskräfte getötet, als sie den Versuch zur Befreiung von politischen Gefangenen unternahmen. Die Regierungen beider Staaten gaben dazu öffentliche Erklärungen ab.
Die CIO beteiligte sich an der Unterdrückung der Matabele in den 1980er Jahren, und in den 1990er und 2000er Jahren soll sie an der Unterdrückung von Gegnern Mugabes beteiligt gewesen sein. Sie wird beschuldigt, Folter in den 2000er Jahren gedeckt zu haben.

## Personal
1980 bestätigte der Präsident Simbabwes, Robert Mugabe, zunächst Ken Flower als Leiter des Dienstes, der zu dieser Zeit in Zimbabwe Central Intelligence Organisation (ZCIO) umbenannt wurde. Der 1980 berufene Minister für Nachrichtendienste Emmerson Mnangagwa (1980 bis 1988) ließ Flower weiterhin in verantwortlicher Stellung des CIO, weil er für die begonnene Umstrukturierung eine erfahrene Führungsperson benötigte. Mnangagwas Einfluss wirkte sich für einige Zeit faktisch als CIO-Leitung aus. Es gab während dieser Zeit durch die Aufnahme von Nachrichtendienstlern aus ZIPRA und ZANLA rivalisierende Effekte.
In der Mitte der 1990er Jahre war Shadreck Chipanga Generaldirektor von CIO. Als dessen Stellvertreter fungierte Lovemore Mukandi. Beider Führungsstil erzeugte einen langen internen Konflikt. Mugabe beendete ihre Tätigkeit 1998.
Nachfolger wurden Elisha Muzonzini (Generaldirektor) und Happyton Bonyongwe (Stellvertreter). Im Jahre 2003 berief Mugabe Muzonzini ab und ersetzte ihn durch seinen bisherigen Stellvertreter.
Langjähriger Direktor des Geheimdienstes war der ehemalige Major-General Happyton Mabhuya Bonyongwe.
Dieser gab das Amt 2017 auf, um als Minister of Justice, Legal and Parliamentary Affairs eine Kabinettsaufgabe zu übernehmen. Bis zur Ernennung eines neuen Generaldirektors leitete Aaron Nhepera das Ressort kommissarisch.
Dessen Stellvertreter ist Albert Miles Ngulube, der ein hoher Beamter des President’s Department unter Robert Mugabe war und auch für den Personenschutz von diesem und dessen persönlichen Umfeld Verantwortung trägt. Im November 2017 wurde er, als er sich in der Nähe von Mugabe aufhielt, auf Veranlassung belagernder Militäreinheiten in Haft genommen, bei der Festnahme körperlich misshandelt, später jedoch wieder entlassen.
Anfang Dezember 2017 ernannte der simbabwische Präsident Emmerson Mnangagwa den vormaligen Diplomaten Isaac Moyo zum neuen Generaldirektor der CIO. Moyo konnte in der Vergangenheit bereits in nachrichtendienstlichen Dingen von Addis Abeba aus internationale Erfahrungen sammeln. Bei der Afrikanischen Union war er für das Committee of Intelligence and Security Service in Africa als Exekutivsekretär tätig. Danach erfolgte die Berufung zum Botschafter Simbabwes für Südafrika und Lesotho.